# يون سانغ-هو
يون سانغ-هو هو مخرج أفلام كوري جنوبي ولد في 1978.قام بإخراج أفلام مثل قطار بوسان وشبه جزيرة.